# La Pestilencia
La Pestilencia es una banda de hardcore punk y Metal Alternativo colombiana formada en Bogotá, en el año 1986. Inicialmente compuesta por Héctor Buitrago (Aterciopelados) y Dilson Díaz con el paso de los años la formación ha variado siendo a la fecha Dilson el único miembro fundacional que permanece en la banda.
Son conocidos por realizar canciones en cuyas letras se manifiestan en contra de problemas serios y del inconformismo que se ha generado en varios sectores por causa de la corrupción, la guerra, el desplazamiento forzado, las desapariciones, el uso de niños en la guerra, los daños en el medio ambiente, entre otros. Su postura contestataria los ha convertido en una de las bandas más influyentes de Colombia e impulsores del movimiento rock influenciado a otras grandes bandas colombianas entre ellas Ekhymosis, Betelgeuse, Juanita Dientes Verdes, Perseo entre otras  y logrando reconocimientos también a nivel internacional.
A 2018 la banda ha publicado 7 álbumes de estudio, siendo su disco debut La Muerte... Un compromiso de todos (1989) considerado uno de los mejores y más influyentes en la historia del Rock de Colombia, mientras que su álbum El Amarillista de 1997 se ubicó en el 19 puesto del libro "Rock colombiano: 100 discos, 50 años" publicado en 2012. En sus casi 30 años de historia han alternado con bandas como Metallica, Sepultura, Dead Kennedys, Masacre, A.N.I.M.A.L entre otras.

## Historia

### Primeros años (1986-1998)
La Pestilencia se conforma en la ciudad de Bogotá, Colombia, en el año de 1986 bajo la iniciativa de Héctor Buitrago, de Bogotá, (quien años más tarde haría parte del reconocido grupo Aterciopelados) y Dilson Díaz de Medellín, quienes se conocieron por un especial de punk que hizo Dilson en la emisora Radio Fantasía (en el programa “La nave rockosa”) en el que recibiría la llamada de un oyente y era Héctor, siendo ese momento el que daría inició a una de las más importantes bandas de Colombia. Héctor y Dilson hicieron contacto con el guitarrista Francisco Nieto, (quién más adelante sería parte de otras dos legendarias agrupaciones colombianas, La Derecha, Neurosis y 1280 Almas) este último introdujo a la naciente banda a Jorge León Pineda, un estudiante de periodismo que tocaba la batería y comprendió rápidamente el concepto del grupo.
La primera etapa (de conformación) se dio en la capital, comenzó con un casete de cuatro temas, sin carátula ni títulos que se vendía en un principio a 200 pesos. Lo grabaron para recordar las canciones y con este casete fueron llamados en Bogotá y Medellín como "la banda de las cuatro canciones". El marginal proyecto de banda causó revuelo en una casa del barrio Los Alcázares, donde ensayaban, y luego se propagó por otros sectores bogotanos como La Candelaria, Bavaria o la Universidad Nacional. Allí, punkeros, metaleros, niños plásticos, policías, intelectuales y periodistas aumentaban la reputación de "la peste", a través de conciertos que terminaban en grescas y titulares de prensa: “La Pestilencia es uno de los grupos de rock más contestatarios de Bogotá y refleja como pocos la insatisfacción de los jóvenes” escribió el periodista Eduardo Arias, en alusión a las letras de la banda, contestatarias y cargadas de crítica social.
Editan gracias a gestiones del baterista Jorge León Pineda el álbum "La Muerte... Un compromiso de todos" en 1989 y con este lograrían un destacado reconocimiento por canciones como «Vive tu Vida», «Fango» y «Ole», entre las anécdotas curiosas se cuenta que cuando entraron a grabar el disco, Dilson sufría problemas de voz. Sin embargo, las ganas de Dilson de hacer música fueron mayores y debido a que no contaban con tiempo para esperar que se recuperara, deciden seguir adelante con la grabación del álbum. Este disco ayudaría a consolidar a La Pestilencia en la escena underground de Colombia.
Su primer gran concierto fue en el año 1989 en el Coliseo Menor de Pereira en el lanzamiento de su álbum debut. Por cosas de la vida, este sería el único concierto que se dio con la formación original. Después de haber lanzado el disco al mercado y después de ese concierto se salieron Héctor y Jorge. Dilson se traslada entonces a la ciudad de Medellín, donde contacta a dos amigos: Juan Gómez en el bajo y Marcelo Gómez para la batería.
Con esta nueva alineación se graba y publica en 1993 el LP Las nuevas aventuras de... donde aparecen temas clásicos como «Soldado Mutilado», «Vote Por Mi» y «Verde Paz» todo ellos cercanos a la realidad política y social del país lo cual se convertiría en su marca característica. Al terminar la grabación del álbum sale de la banda Francisco Nieto siendo reemplazado por Carlos Escobar. Para 1996 son invitados a tocar en el festival Rock al Parque. Su tercer disco, ya en formato CD, es grabado en ese mismo año en los estudios "El Pez" de la ciudad de Medellín y sale a la venta en 1997 bajo el nombre de El Amarillista Musicalmente sigue en la línea de las dos  anteriores entregas con una producción más destacada.  
Con las ediciones de sus discos circulando por toda la nación y otros países como Alemania, Brasil y España, La Pestilencia comenzó a aparecer regularmente en las ediciones del festival al aire libre más importante de Sudamérica, Rock al Parque, en 1996, 1997, 1998 y 1999. En 1998 se presentaron en Medellín en el Estadio Atanasio Girardot junto a A.N.I.M.A.L. y Molotov. El 2 de mayo de 1999 junto con Darkness abren para Metallica ante 55 mil personas en Bogotá. Fueron protagonistas del festival Rock a lo Paisa y la Rockatón en Medellín y el festival Rock Bogotá junto a Molotov, A.N.I.M.A.L. y Ángeles del Infierno, justo antes de partir hacia los Estados Unidos para grabar su cuarto disco, Balística.

### Salto Internacional y nuevos sonidos (2001-2014)
La banda es firmada por Mercury Records en 2001 para la distribución de su nuevo disco ("Balistica"), el cual se caracteriza por un sonido influenciado por el hardcore y metal, grabado en los estudios Indigo Ranch de Malibú, contando con Richard Kaplan como productor que ya había trabajado con bandas como A.N.I.M.A.L., Sepultura, Soulfly o W.A.S.P.. Mercury adopta entonces el trabajo recién lanzado al igual que la distribución de sus anteriores discos. "Balistica" los llevó a MTV (con el vídeo de la canción “Soñar despierto”) y al catálogo del sello multinacional Universal Music, con el que firmó un contrato en el 2001; fue considerado un disco potente que los hizo aún más populares, tanto que la banda ganó fama en Centroamérica y se fue de tour a México junto a la banda brasileña Sepultura, con la misma competirían tarima en Bogotá hacia el año 2000 (mientras tanto, en Colombia, fueron nominados a los premios del principal magazín para jóvenes de Colombia, la revista Shock, en las categorías de Mejor grupo nacional, Mejor agrupación metal y Mejor vídeo). A partir del 2001, el grupo se radicó en Los Ángeles ciudad donde otros dos músicos colombianos se unen, 'Popa' (teclado y samplers) y Carlos Marín (guitarra y reemplazaría a Carlos Escobar) -Ex Agony y Kilcrops.
Mientras realizaban varias presentaciones en clubes estadounidenses de renombre (The Viper Room y House of Blues, entre otros), producen de la mano de Mark Needham (quién en 2003 trabajaría en la producción del disco debut de The Killers, Hot Fuss) su quinta placa Productos Desaparecidos grabación que llevó a firmar un contrato con la multinacional EMI Music; en este el sonido de la banda se aleja del hardcore y el punk clásico para incorporar elementos contemporáneos como atmósferas y samplers aunque sus letras siguen cargadas una crítica a la corrupción, los malos gobiernos, la violencia y otras temáticas sociales. Tras el lanzamiento se confirmó  la gira "Pestival Tour" en 2006 que llevaría al grupo de gira por las principales ciudades de Colombia, los boletos para estos conciertos venían al interior del disco. También tocaron en Rock al Parque de ese mismo año. Los vídeos Pacifista y Nada me obliga, gozaron de alta rotación en los canales MTV y Mucha Música durante 2006 con lo anterior el grupo alcanzó gran notoriedad en medios masivos. Así mismo, “Productos Desaparecidos” (una de las más copiosas ediciones en digipack que se han realizado en el rock de Colombia) se convirtió en el primer Disco de Oro de la historia nacional para una banda de punk rock y llevó a la peste a nominaciones de todo tipo de premios, entre los que destacaron Mejor Artista Central en los premios MTV Latinos 2006; Best Recording Package en los Latin Grammy 2006 y Mejor Carátula de un CD, además de Grabación del año y Mejor agrupación metal en los Premios Shock 2006 (evento donde adicionalmente recibió el Premio especial a toda una vida) y recibirían el premio a Mejor vídeo por "Pacifista" en los Subterranica 2007.
Con “Productos Desaparecidos” La pestilencia demostró que es una de las bandas de rock con mayor proyección internacional y reputación de Colombia, una agrupación que conserva el clásico sonido punk de los 80 pero que al mismo tiempo evoluciona con los nuevos géneros, sin dejar de lado los estados emocionales a los que está expuesto el hombre moderno en función del sistema, y sus denuncias frente a las erráticas políticas transnacionales, la arbitraria comercialización de las selvas y la guerra y violencia. Estas temáticas se plasmaron en los vídeos de sus sencillos promocionales “Nada me obliga” y “Pacifista” (en continua rotación por los principales canales de vídeos como MTV) y en la letra y sonido de su canción “Ahora me cuesta”, que ocupó un lugar de privilegio en el Top 100 de las canciones más importantes del 2006 según la principal radio pública de Colombia, Radiónica. En el 2008 publican el videoclip "Aquí Tirado" el cual tendría gran rotación en Mtv.
Para el 2009 anunciaron que realizarían una gira en conmemoración de los 20 años de la banda; donde realizaron presentaciones en Ecuador y gran parte de Colombia (se destaca sus presentaciones en los festivales Manizales Grita Rock y Festival Internacional Altavoz), para esa gira se realizó un concierto homenaje en Bogotá en el Teatro Metropol para ellos donde además invitaron a bandas como: Nepentes, Koyi K Utho, Pornomotora, El Sie7e y Las Pirañas Amazónicas. También para ese año fueron homenajeados y presentadores en los premios Mtv Latinos en Bogotá.
A finales del 2010 anuncian que están trabajando en un nuevo álbum que sería publicado a través de EMI Music, ante la salida de la banda Juan Gómez y Dilson haría de bajista en la grabación del álbum. En mayo del 2011 publican la canción "Mentiras" como adelanto del álbum nuevo y anuncian como nuevo bajista a César Botero (exvocalista de Agony). Para ese año son invitados a Rock al Parque, realizarían un par de conciertos en Ecuador y Estados Unidos para lanzar oficialmente su nuevo álbum titulado "Paranormal" y publicar "Descalzo y al Vacío", su nuevo videoclip.
En el 2012 anuncian una gira llamada "Tour Generación Mutación"; empezarían por Medellín en el Concierto de la Juventud al lado de Attaque 77, Nepentes y Tr3s de Corazón, pasarían por Bogotá, Pereira en el festival Convivencia Rock, etc. Realizan 10 conciertos en México, serían invitados al festival Nariño Vive Underground (junto a Masacre) en Pasto y regresan a Bogotá para presentarse en el teatro al aire libre La Media Torta en el concierto benéfico Jingle Bell Rock. En el 2014 son invitados al festival Rock al Parque donde interpretaron en orden las canciones del "Balística" y algunos de sus grandes éxitos; este fue su único concierto en el 2014.

### Gira 30 Años y nuevo Álbum (2016-2018)
En el 2016 anuncian que realizaran una gira en conmemoración de los 30 años de la banda y también anuncian que están trabajando en un nuevo álbum; y publican un sencillo llamado "El Muro Hay que Romperlo". Al tiempo César Botero deja la banda y lo reemplazaría Isabel Valencia (siendo la primera integrante mujer de la banda). La gira de los 30 años se extendió por toda Colombia, en algunas ciudades de Estados Unidos y cancelan un concierto en Ecuador. En agosto lanzan su primer videoclip "Qué Buen Ciudadano Soy" bajo la dirección Daniel Vélez En septiembre de ese mismo año son invitados al festival Rock & Shout en Bogotá, donde tocarían al lado de Triple X, Anti-Flag, Dead Kennedys y The Offspring. Ese mismo año son homenajeados en los Premios Shock por su larga trayectoria en la música. Son invitados a dos importantes festivales en Bogotá "Día del Rock Colombiano 17" y "Concierto Radiónica 2017" siendo a banda principal en ambos eventos en este último el Set List fue votado por los seguidores de la banda en redes sociales, para abril de 2018 se publica el tercer sencillo 'Les vale huevo' y tras 7 años en mayo se publicaría "País De Titulares" despertando comentarios positivos y confirmando una gira nacional por Medellín, Bogotá, Cali y el Eje Cafetero, sus temáticas abordan realidades muy cercanas al momento actual que vive Colombia en medio de las elecciones, entre la discordia y la polarización.

## Alineación Actual
- Dilson Díaz - Voz
- Carlos A. Marín - Guitarra
- Marcelo Gómez - Batería
- Isabel Valencia - Bajo

## Discografía

### Álbumes de estudio
- La Muerte... Un compromiso de todos. Mort-Discos, 1989
- Las Nuevas Aventuras de.... Mórbida Productions, 1993
- El Amarillista. Hit Musical, 1997
- Balistica. El Buitre Song Records, 2001
- Productos Desaparecidos. EMI, 2005
- Paranormal. EMI, 2011
- País De Titulares. El Buitre Song Records, 2018

### Sencillos, EP & Demo
- Demo . 1987
- Soñar despierto (Maxisencillo). Universal Music, 2001
- Para pocos (Sencillo). EMI, 2010
- Mentiras (Sencillo). EMI, 2011
- Descalzo y al Vacío (Sencillo). EMI, 2011
- Que buen ciudadano soy (Sencillo). EMI, 2017
- Hasta el amanecer (Sencillo) Psychophony Records 2020

### Recopilatorios
- La muerte... un compromiso de todos / Las nuevas aventuras de... Malicia Indígena, 1995

### Reediciones
- El Amarillista. El Buitre Song Records, 2000
- Balistica. Universal Music, 2001
- La muerte... un compromiso de todos / Las nuevas aventuras de... Universal Music, 2001

## Videografía
| Año  | Título                   | Álbum(es)               |
| ---- | ------------------------ | ----------------------- |
| 2001 | «Soñar Despierto»        | Balística               |
| 2001 | «Cordero Arrepentido»    | Balística               |
| 2005 | «Nada Me Obliga»         | Productos desaparecidos |
| 2006 | «Pacifista»              | Productos desaparecidos |
| 2008 | «Aquí Tirado»            | Productos desaparecidos |
| 2012 | «Descalzo Y Al Vacío»    | Paranormal              |
| 2013 | «Pesticida»              | Paranormal              |
| 2017 | «Qué buen ciudadano soy» | País De Titulares       |
| 2018 | «Les Vale Huevo»         | País De Titulares       |
| 2020 | «Hasta el Amanecer»      | Sin álbum               |